# Miltitz (Adelsgeschlecht)

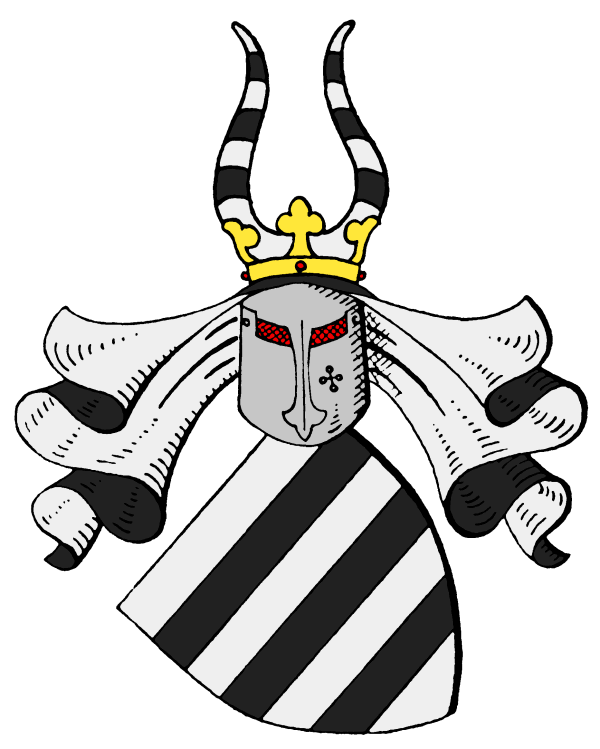
Stammwappen derer von Miltitz

Miltitz ist der Name eines alten sächsisch-meißnischen Adelsgeschlechts aus gleichnamigem Stammhaus aus Miltitz bei Meißen. Freiherrliche Zweige des Geschlechts bestehen bis in die Gegenwart fort.

## Geschichte
Erstmals urkundlich tritt die Familie mit Theodericus de Miltitz im Jahr 1186 in Erscheinung. Die direkte Stammreihe beginnt mit Johannes de Miltitz (erwähnt 1334). Der Stammsitz Miltitz bei Meißen blieb bis ins 17. Jahrhundert im Besitz der Familie.

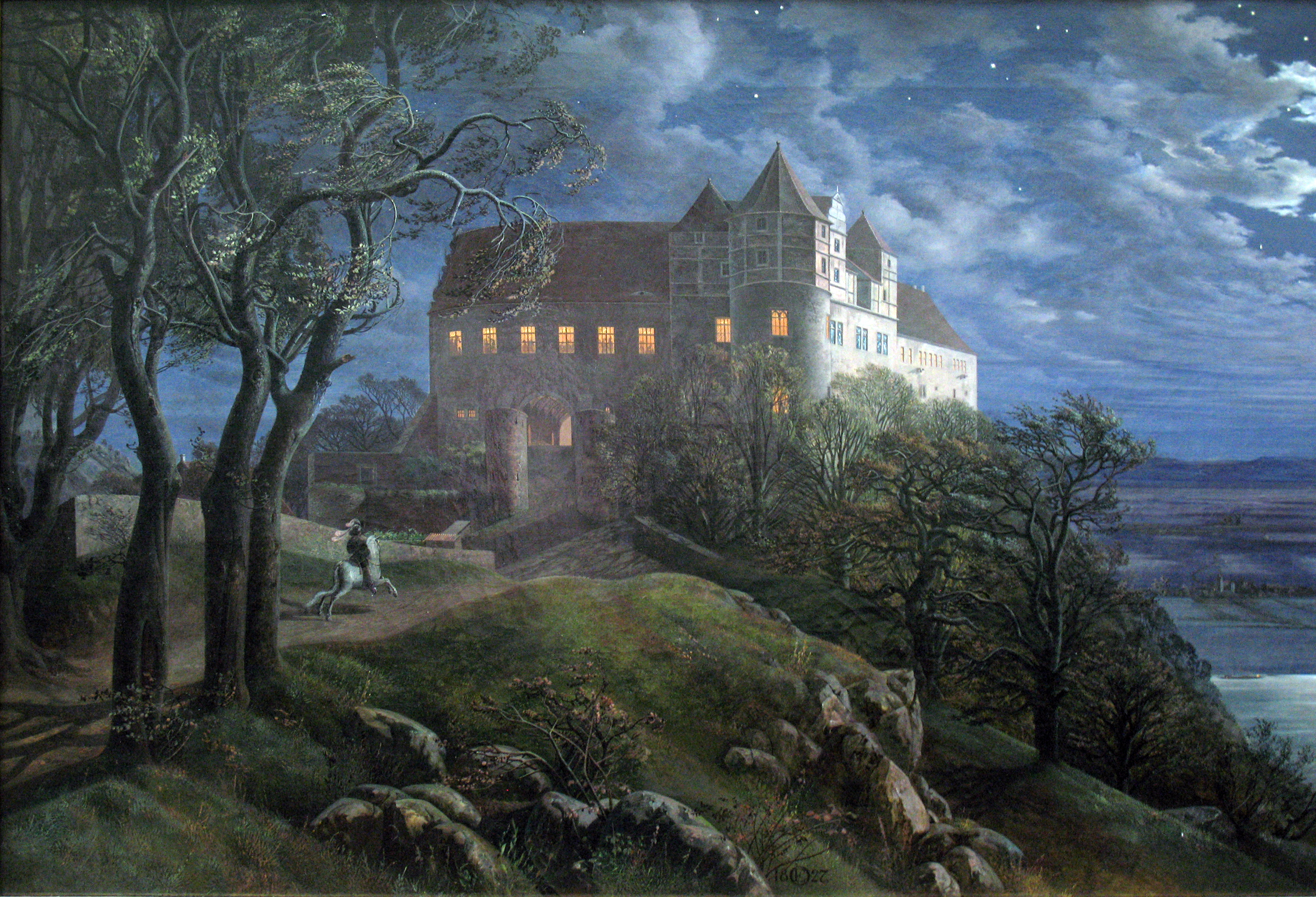
Schloss Scharfenberg (1827), Gemälde von E. F. Oehme

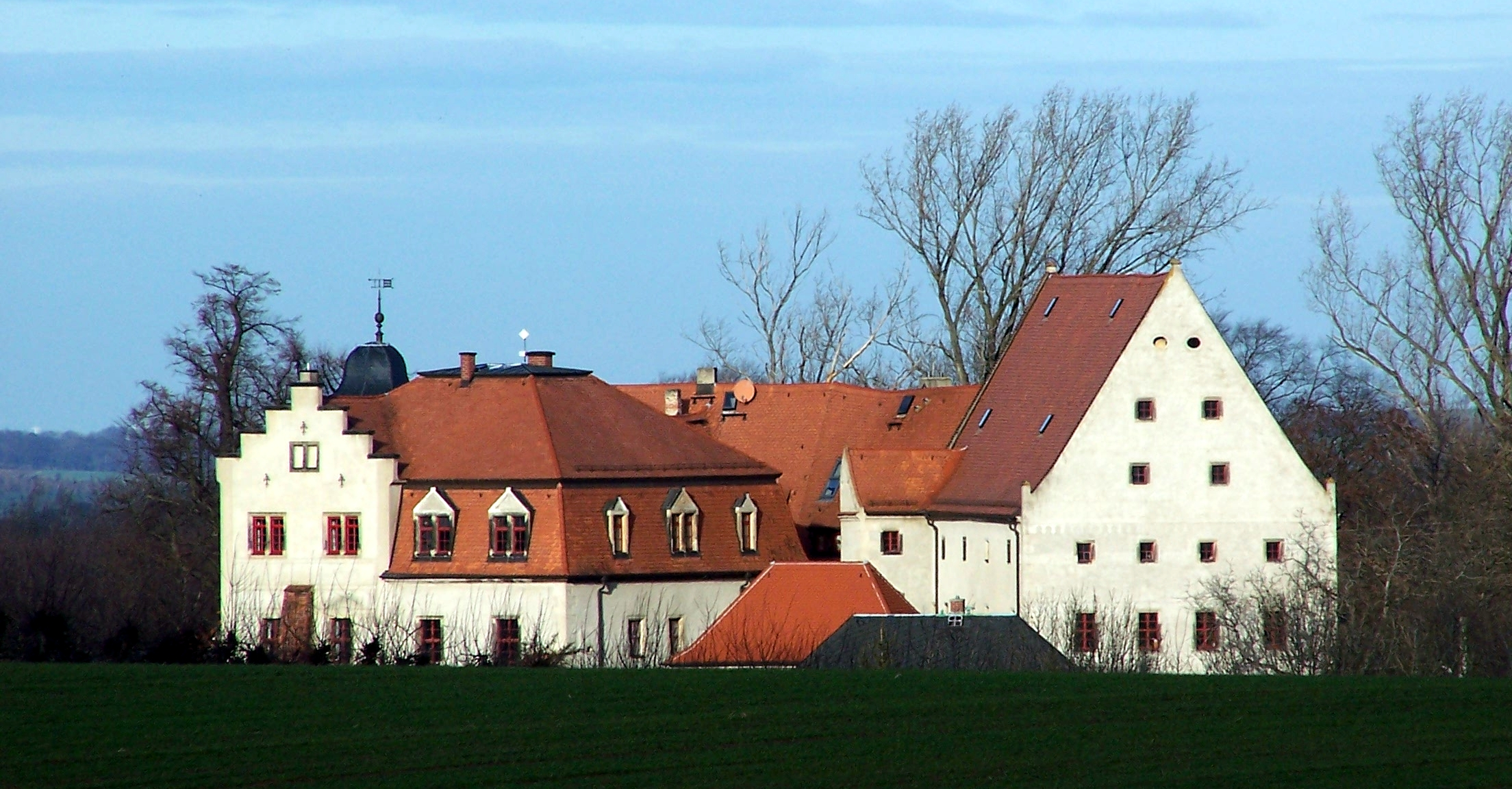
Schloss Batzdorf

Der Naumburger Domherr und Dechant des Chorherrenstiftes Bibra Johann I. von Miltitz († 1352) wurde 1348 zum Naumburger Bischof gewählt. Im 15. Jh. gehörte die Familie mit zur Stiftsritterschaft des Bistums Naumburg.
Seit 1403 besaß Dietrich von Miltitz das Schloss Scharfenberg auf einem Felsvorsprung über dem Elbtal bei Meißen, das bis 1941 im Besitz der Familie verblieb. Im ersten Viertel des 19. Jahrhunderts wurde Schloss Scharfenberg durch die kunstliebenden  Dietrich von Miltitz und Karl Borromäus von Miltitz zu einem Zentrum der Romantik (dem sogenannten „Scharfenberger Kreis“).
1437 wurde Schloss Batzdorf erworben. Ernst von Miltitz ließ Anfang des 16. Jahrhunderts das bereits seit der zweiten Hälfte des 15. Jahrhunderts vorhandene Herrenhaus erweitern und gab ihm seine bis heute sichtbare Gestalt. Batzdorf blieb bis 1945 im Besitz der Familie.
1433 kaufte Bernhard von Miltitz die in der Nähe von Meißen gelegenen Dörfer Oberau, Gohlis und die Wüstung Droschkewitz und überschrieb sie seiner Gemahlin Afra. Im Jahre 1436 verkaufte er sie jedoch an das Kloster Altzella weiter, dessen säkularisierter Besitz in der Reformationszeit 1534 kurfürstlich wurde. 1550 erwarb Ernst von Miltitz auf Batzdorf das ehemalige Klostergut Schloss Oberau, das sodann bis 1817 im Familienbesitz blieb.
Sigismund von Miltitz der Ältere war sächsischer Amtmann und Landvogt sowie Besitzer der Burg Rabenau. Mit seiner Frau Katharina von Miltitz (1454) wurden die Kinder Tietze von Miltitz, Caspar von Miltitz (1548) (begraben 1559 in der Kirche Rabenau), Heinrich von Miltitz, Karl von Miltitz und Maria von Miltitz († im Vorwerk Malter, begraben 1593 in der Kirche Seifersdorf) gezeugt. Heinrich von Miltitz war von 1533 bis 1565 Besitzer der Burg Rabenau und von 1565 bis 1595 Besitzer des Vorwerk Malter, . Ihm werden mit seiner Frau von Lüttichau noch die Kinder Caspar Ulbricht von Miltitz (1592) und Sara Maria von Miltitz (1596) im Vorwerk Malter geboren.

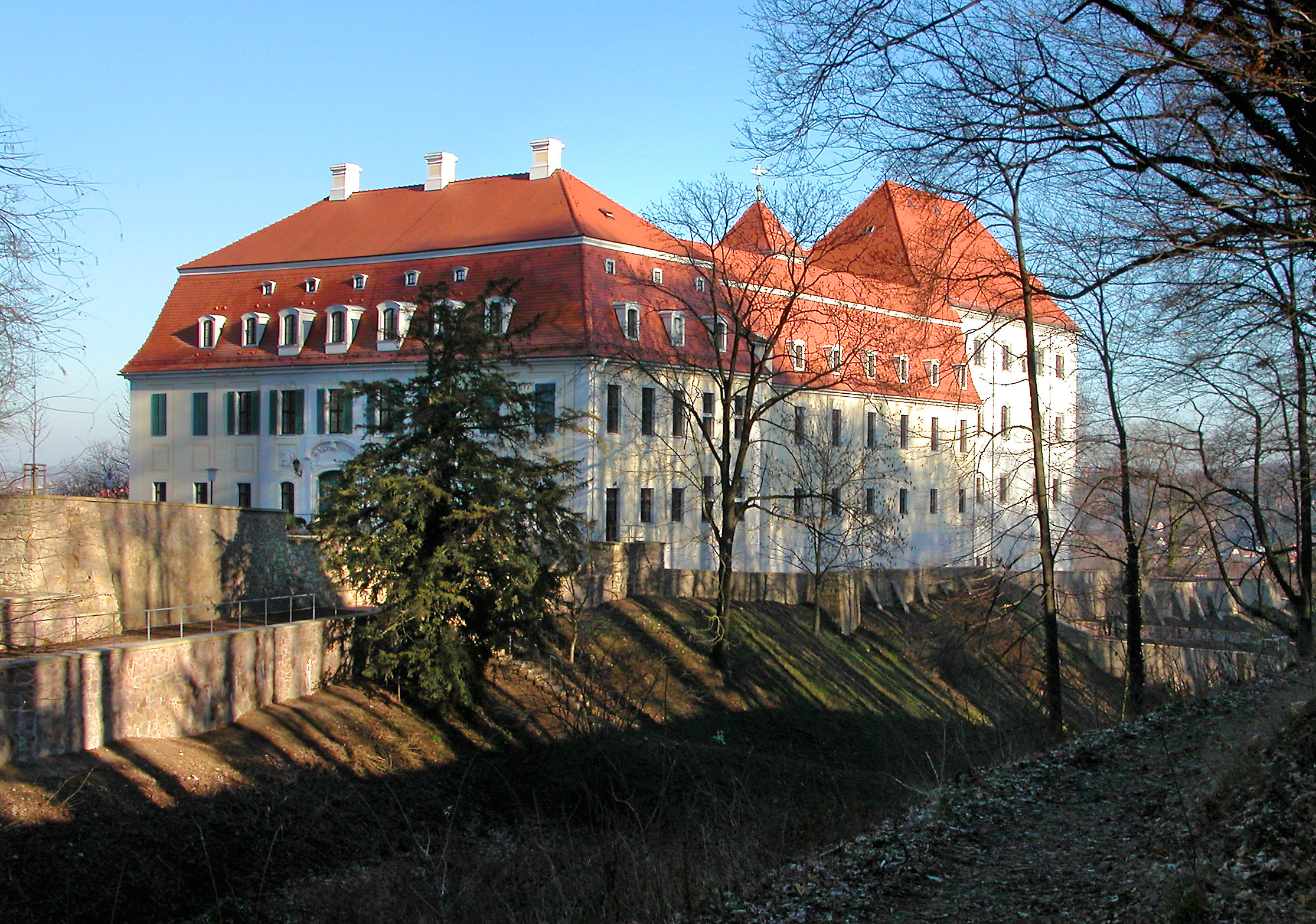
Schloss Siebeneichen

1543 erwarb Ernst von Miltitz das Schloss Siebeneichen am Elbhang stromaufwärts der Meißner Altstadt, das er ab 1553 zu einem Renaissanceschloss ausbauen ließ. 1748 wurde das Schloss unter Heinrich Gottlob von Miltitz auf der Westseite um einen Dreiflügelbau erweitert. Auch Siebeneichen war ein bedeutender Ort der Romantik in Sachsen, wo u. a. Heinrich von Kleist, Novalis und Johann Gottlieb Fichte verkehrten.
Die Erhebung in den Reichsfreiherrenstand erfolgte am 25. Oktober 1678 für Moritz Heinrich von Miltitz, Gutsherr auf Batzdorf und Robschütz, kurfürstlich-sächsischer Kammerherr sowie Hof- und Justizrat. Georg III. erkannte den Freiherrenstand am 8. Mai 1686 in Dresden an. Die Erhebung in den königlich sächsischen Freiherrenstand erfolgte am 13. Juni 1885 für Alfred von Miltitz, Gutsherr auf Siebeneichen und Scharfenberg, königlich sächsischer Kammerherr und Zeremonienmeister.
Marie Freiin von Miltitz auf Batzdorf heiratete Karl Freiherrn von Friesen (1847–1928), der 1880 durch Namensvereinigung mit königlich-sächsischem Diplom den Namen Freiherr von Friesen-Miltitz erhielt. Die Familie war bis 1945 auf Batzdorf ansässig.
Stifter einer pommerschen Linie war Hans von Miltitz (1571–1621), Herr auf Klein Podel, Falkenhagen, Reinfeld und Heinrichsdorf. Er war Hofjunker, später Oberhofmeister, Geheimer Rat am Hof in Stettin sowie Gerichtspräsident und Schlosshauptmann in Stolp. Später konnten die Miltitz noch die Güter Daber, Repkow, Mackwitz, Neuenhagen und Lietzow an sich bringen. Mit Dietrich Friedrich August Karl von Miltitz (1821–1876), Herr auf Stupnica hat die pommersche Linie ihren Ausgang gefunden.
Die Familie ist mit denen von Maltitz stammes- und wappenverwandt.

## Besitz

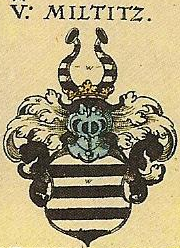
Wappen aus dem Siebmacher von 1605

Zu den Besitzungen der Familie gehörten (urkundlich seit 1186) der Stammsitz Miltitz bei Meißen (bis ins 17. Jahrhundert), ab 1403 das Schloss Scharfenberg (bis 1941), ab 1437 Schloss Batzdorf (bis 1880, in weiblicher Linie Friesen-Miltitz bis 1945), ab 1543 das Schloss Siebeneichen (bis 1945), ab 1454 die Burg Rabenau und das Vorwerk Malter. Oberhalb der Elbe erstreckte sich das Miltitzer Ländchen von Scharfenberg über Batzdorf bis Siebeneichen. Schloss Oberau war von 1550 bis 1817 im Besitz der Familie, das Rittergut Schenkenberg von 1558 bis 1791.

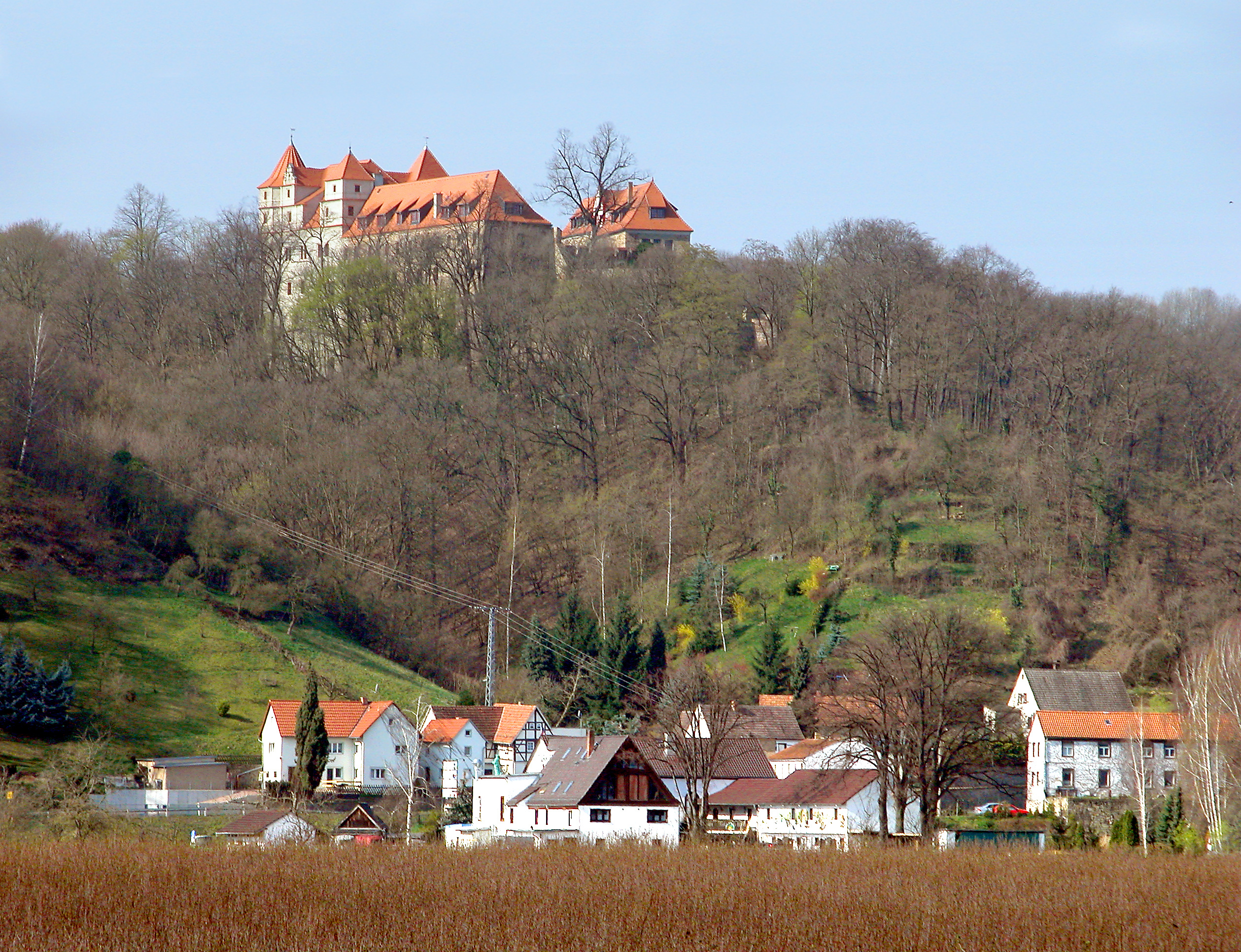
Schloss Scharfenberg
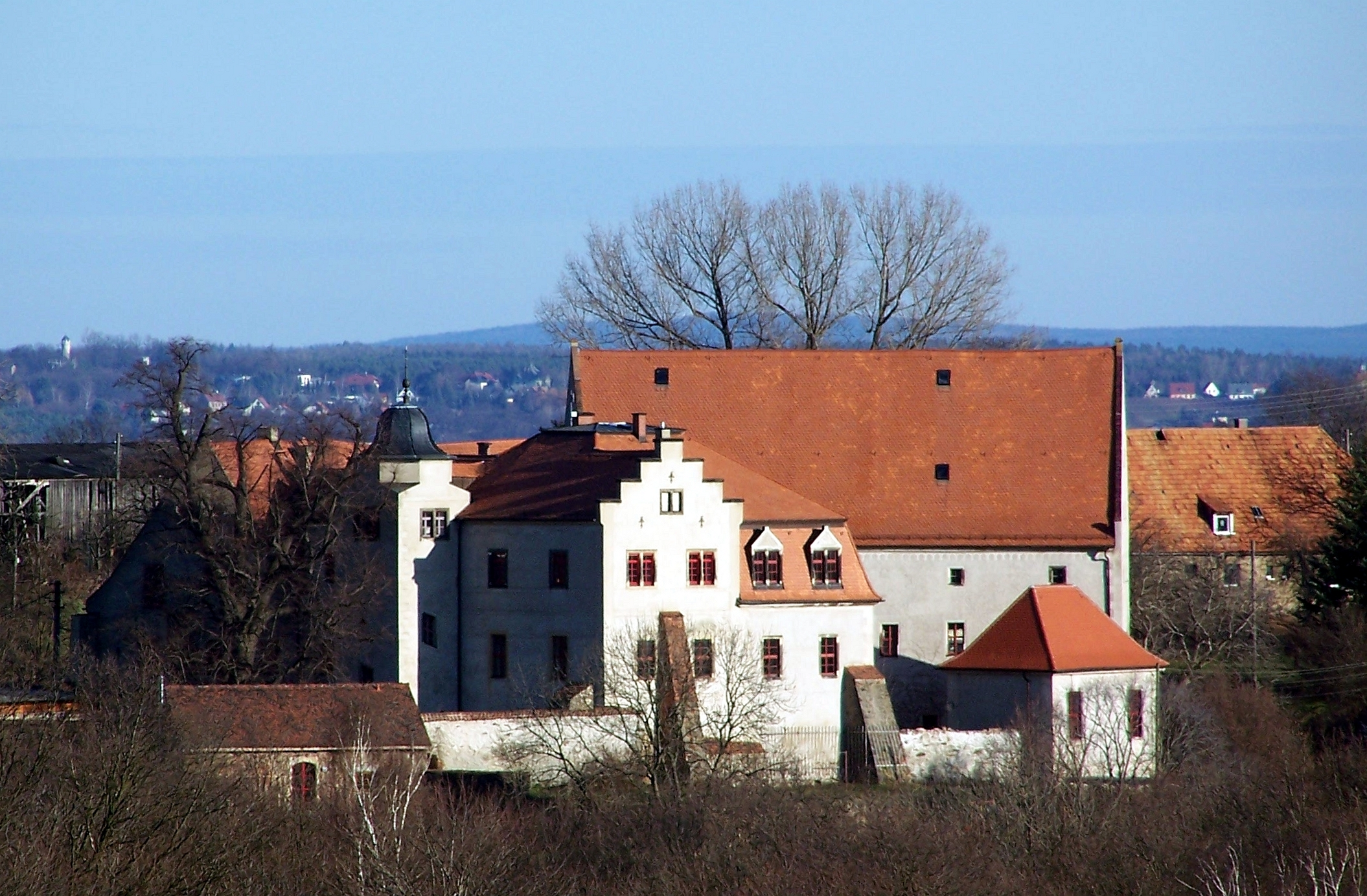
Schloss Batzdorf
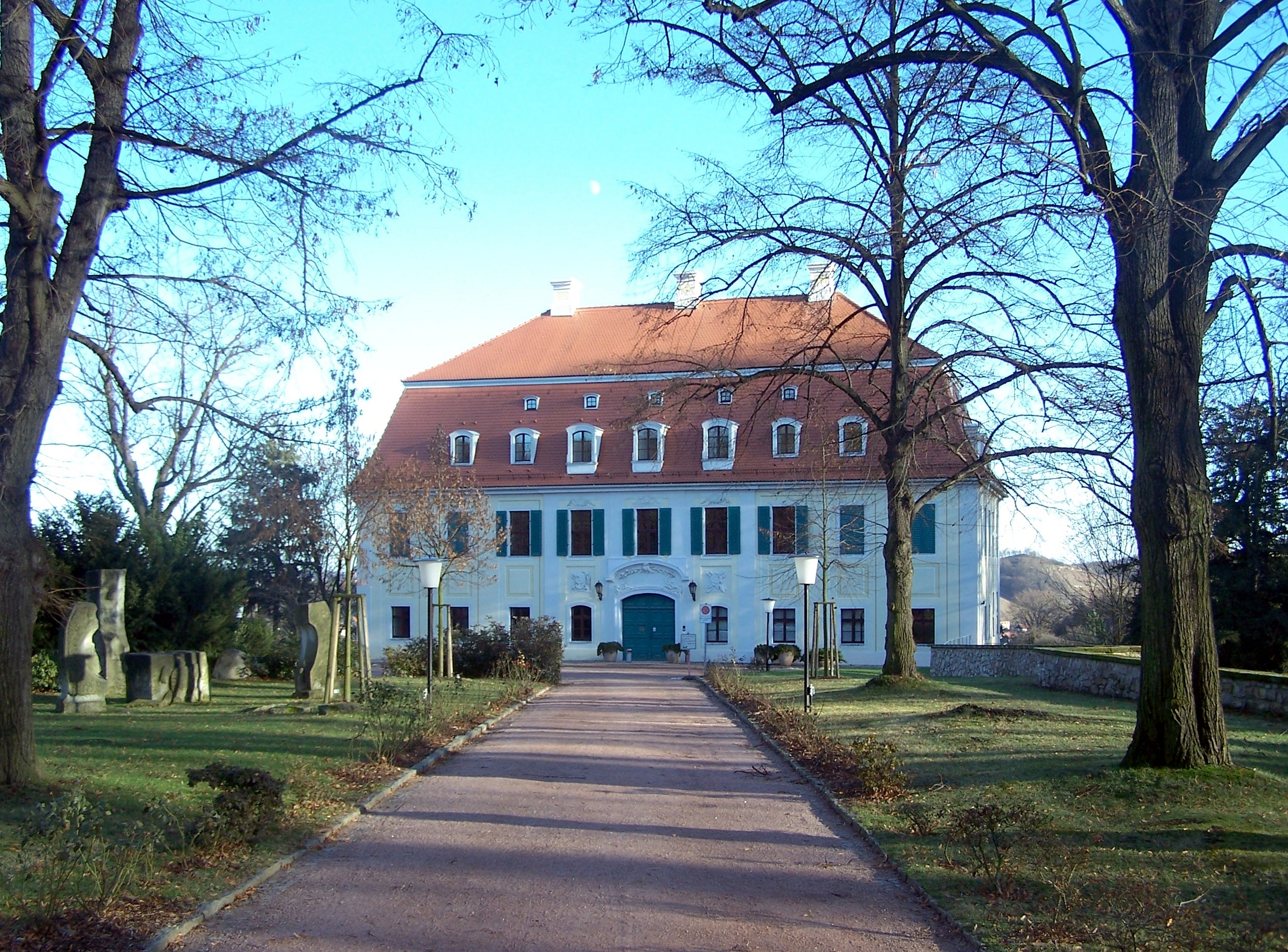
Schloss Siebeneichen
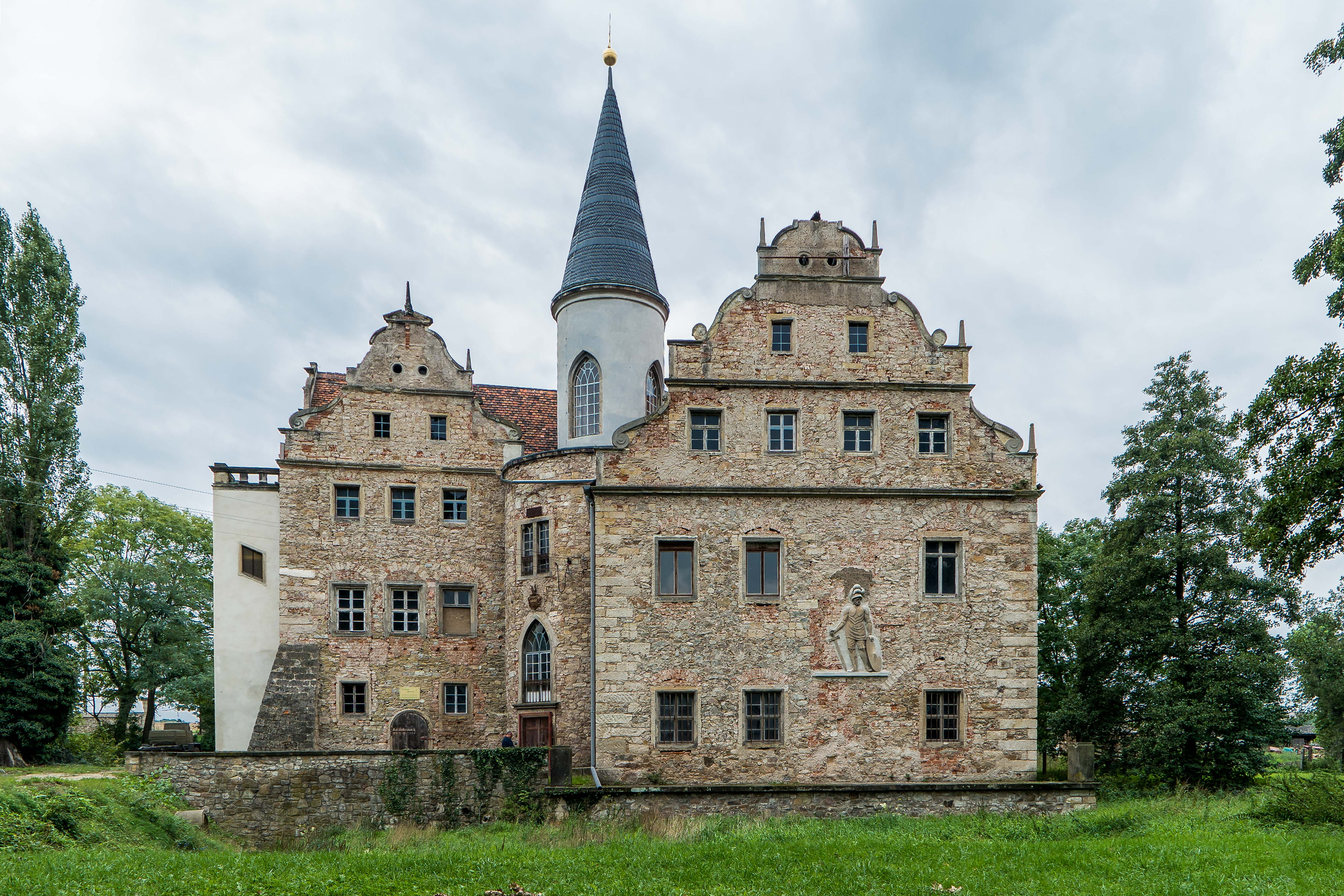
Schloss Oberau
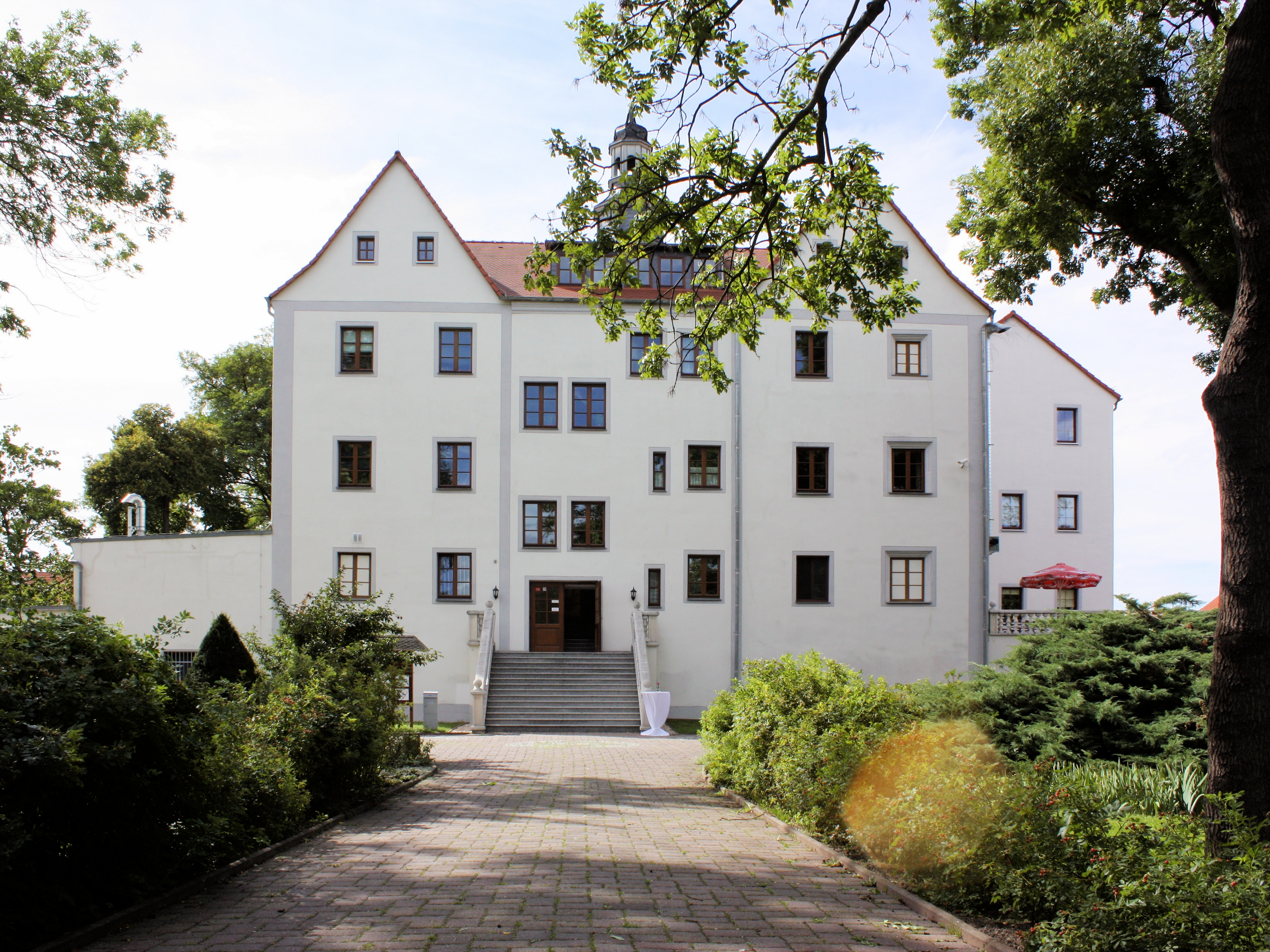
Schloss Schenkenberg

## Wappen
Das Stammwappen zeigt in Silber drei schwarze Balken. Auf dem gekrönten Helm mit schwarz-silbernen Decken zwei wie der Schild bezeichnete Büffelhörner.
In einigen historischen Abbildungen, wie auch bei Siebmacher 1605, sind Schild und Hörner siebenmal von Silber und Schwarz geteilt dargestellt. Bei den stammes- und wappenverwandten Maltitz ist die Reihenfolge der siebenfachen Teilung des Schildes umgekehrt.

## Bekannte Familienmitglieder
- Karl von Miltitz (* um 1490–1529), päpstlicher Nuntius, verhandelte mit Luther
- Ernst von Miltitz (1495–1555), Erbauer von Schloss Siebeneichen bei Meißen (1545–1553), Oberhauptmann des Meißnischen Kreises, herzoglicher Hofmarschall, Oberhofmeister der Herzogin und Berater des Fürsten Moritz von Sachsen[2]
- Bernhard von Miltitz († 1626), deutscher Militär, Reisender und Diplomat
- Hans von Miltitz (1577–1644), Dompropst in Meißen
- Haubold von Miltitz (* um 1613–1690), kursächsischer Kanzler
- Heinrich Gebhard von Miltitz (1633–1688), Oberkämmerer, Hofmarschall, Geheimer Rat, Kanzler
- Moritz Heinrich von Miltitz (1654–1705), Gutsherr auf Batzdorf und Siebeneichen, Kammerherr, Gesandter, Geheimer Rat[3]
- Dietrich von Miltitz (Hofbeamter) (1664–1747), kurfürstlich-hessen-darmstädtischer Geheimer Rat
- Ernst Haubold von Miltitz (1684–1733), Sohn von Moritz Heinrich von Miltitz[4]
- Heinrich Gottlob von Miltitz (1687–1757), Erbauer des Neuen Schlosses (1745–1748), Jurist, Reichskammergerichtsassessor zu Wetzlar
- Dietrich Alexander von Miltitz (1726–1792), kursächsischer Generalmajor
- Ernst Haubold von Miltitz (1739–1774), Freund und Gönner von Christian Fürchtegott Gellert, Erzieher und Förderer von Johann Gottlieb Fichte
- Carl Werner Ernst von Miltitz († 1764), königlich-polnischer und kurfürstlich-sächsischer Kammerherr und Rittergutsbesitzer
- Dietrich von Miltitz (1769–1853), preußischer Generalleutnant und Begründer des Scharfenberger Kreises auf Schloss Scharfenberg und Schloss Siebeneichen.
- Sarah Anna von Miltitz (1774–1819), geb. Constable (eine Engländerin), Frau von Dietrich von Miltitz, Schöpferin des englischen Landschaftsparks unterhalb von Schloss Siebeneichen
- Karl Borromäus von Miltitz (1781–1845), Katholik, Dichter und Komponist, Mitinitiator des Scharfenberger Kreises
- Bernhard von Miltitz (1824–1880), königlich sächsischer Generalleutnant und Kommandant von Dresden
- Therese von Miltitz (1827–1912), Tochter von Karl Borromäus von Miltitz, führende Altkatholikin
- Ludwig Carl von Miltitz († 1948), letzter Gutsherr auf Schloss Siebeneichen, 1945 enteignet
- Alfred Leo Freiherr von Miltitz (1882–1946), Amtshauptmann und Landrat während des Nationalsozialismus
- Monica von Miltitz (1885–1972), geb. Freiin von Friesen, Frau von Ludwig Carl von Miltitz, letzte Gutsherrin auf Schloss Siebeneichen[5]

sowie die Mitglieder der Fruchtbringenden Gesellschaft
- Dietrich von Miltitz – der Erkannte (1620–1670)
- Hans Kaspar von Miltitz – der Hochwachsende